# ارباب (مجموعه بازی ویدئویی)
«ارباب» (انگلیسی: Overlord) یک بازی نقش‌آفرینی اکشن است که توسط کدمسترز منتشر شده است. تا کنون شش نسخه از این بازی منتشر شده است. سه نسخه اول این بازی تح
ت عنوان های ارباب، ارباب: بزرگ کردن جهنم و ارباب ۲ برای اکس‌باکس ۳۶۰، مایکروسافت ویندوز، لینوکس و پلی‌استیشن ۳ منتشر شد. نسخه چهارم این بازی در سال ۲۰۰۹ برای وی منتشر شد. نسخه پنجم بازی نیز برای نینتندو دی‌اس منتشر شد و در پایان نسخه ۲۰۱۵ این بازی برای مایکروسافت ویندوز، پلی‌استیشن ۴ و اکس‌باکس وان منتشر شده است. نسخه های چهارم، پنجم و ششم هر کدام به صورت یک اسپین آف برای ارباب ۲ بودند.